# Kafarnaum

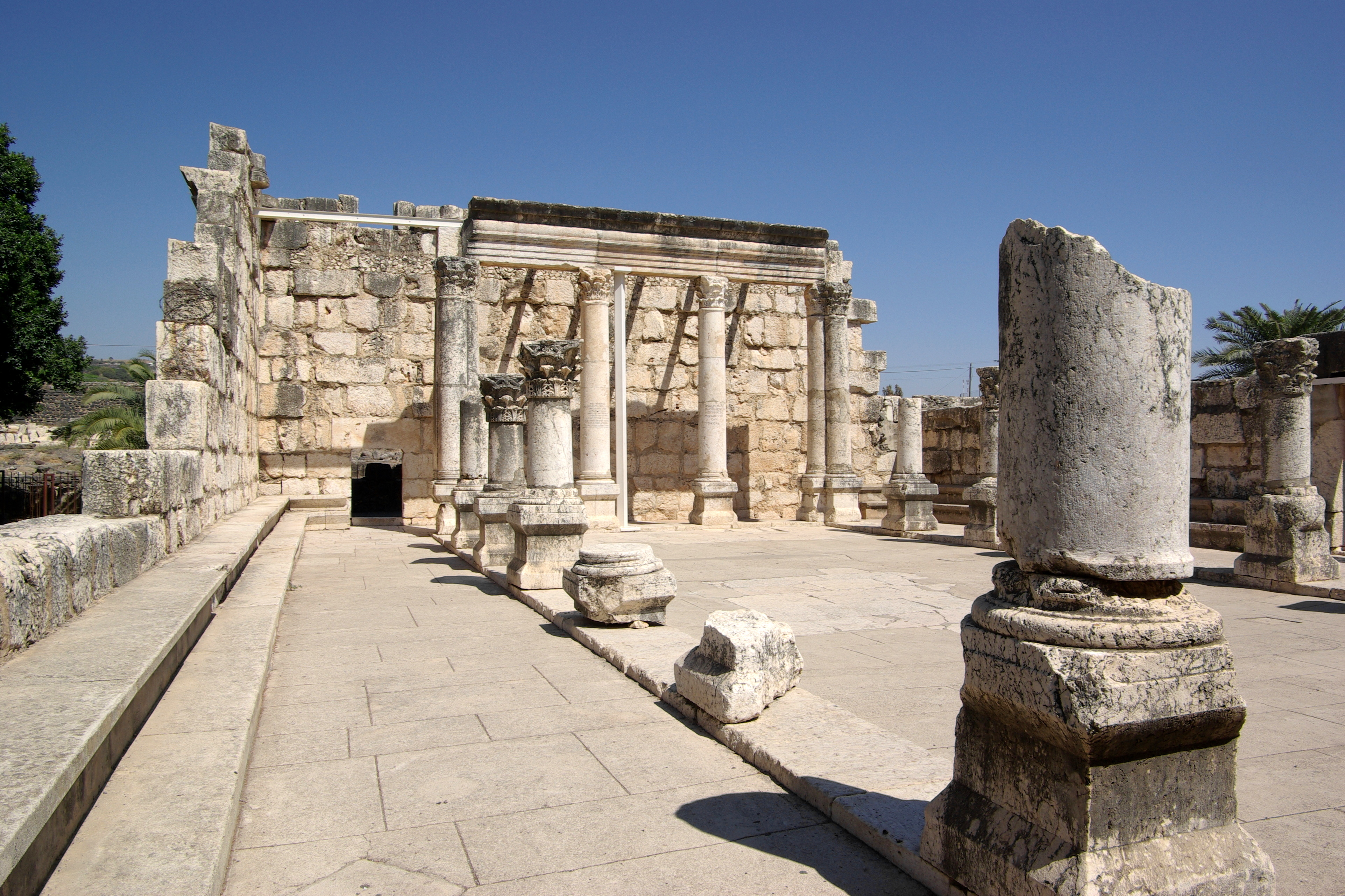
Ruiner av en synagoga i Kafarnaum.

Kafarnaum eller Kapernaum (nuvarande Kefar Nahum) var en stad i Israel vid Gennesaretsjöns norra strand. Enligt Nya Testamentet var Kafarnaum centrum för Jesu verksamhet. Staden omnämns i Lukasevangeliet, och  i Matteusevangeliet 4:13 anges staden som Jesu hem. Staden är sedan länge en ruin. Den har grävts ut i omgångar av arkeologer, främst tyska. Stadens historia är mycket fragmentarisk.

## Kapernaum i svensk populärkultur
- 1995 års julkalender i SVT1 hette Jul i Kapernaum.
- Kapernaum har använts i flera uppmärksammade sammanhang av Kristdemokraternas tidigare partiledare Alf Svensson. När partiet kom in i riksdagen 1991 filmades han av SVT utbristande "Nu är det fest i Kapernaum!" medan han skar upp en tårta för att fira.[1][2]
- Åsa-Nisse, i John Elfströms skepnad, utbrast ofta och gärna i hemsnickrade uttryck i stil med "Kapernaums salar och nejder".